# Loris Braun
Loris Braun (13 de febrero de 1990) es un deportista suizo que compitió en ciclismo en la modalidad de trials, ganador de una medalla de bronce en el Campeonato Mundial de Ciclismo de Montaña de 2009.

## Palmarés internacional
| Campeonato Mundial | Campeonato Mundial    | Campeonato Mundial | Campeonato Mundial |
| Año                | Lugar                 | Medalla            | Competición        |
| ------------------ | --------------------- | ------------------ | ------------------ |
| 2009               | Camberra ( Australia) | Medalla de bronce  | Trials 20″         |